# フランク・J・コールマン

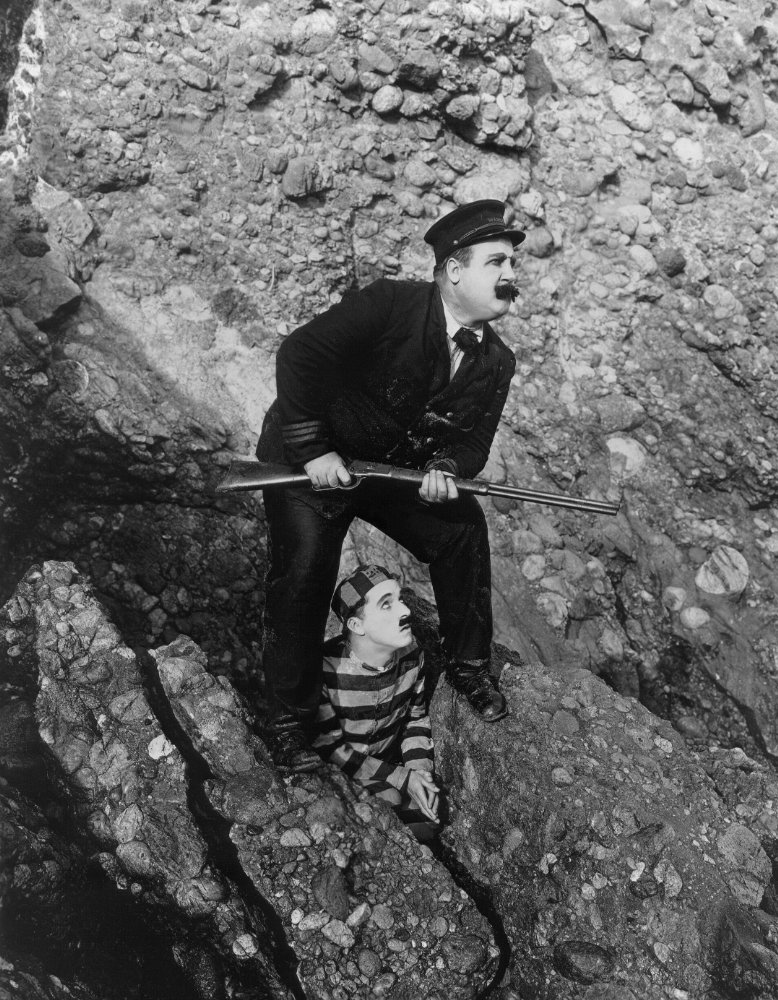
Frank Coleman in The Adventurer

フランク・J・コールマン（Frank J.Coleman、1889年1月1日 - 1948年11月28日）は、アメリカ合衆国・ニューヨーク州ニューバーグ出身の俳優。ロサンゼルスで亡くなった。主にチャールズ・チャップリンの喜劇映画で活躍した。

## 出演作品
- チャップリンの役者（1915年） マネージャー
- チャップリンの掃除番（1915年） 銀行強盗
- チャップリンのカルメン（1915年） 衛兵
- チャップリンの替玉（1916年） 管理人
- チャップリンの消防夫（1916年） 消防士
- チャップリンの放浪者（1916年） 演奏家
- チャップリンの伯爵（1916年） ピエロに扮した訪問客・警官（二役）
- チャップリンの番頭（1916年） 警官
- チャップリンの舞台裏（1916年） 道具方の助手
- チャップリンのスケート（1916年） レストランの支配人
- チャップリンの勇敢（1917年） 警官
- チャップリンの霊泉（1917年） 保養所の主人
- チャップリンの移民（1917年） カフェのオーナー・航海士・博打打ち（三役）
- チャップリンの冒険（1917年） 看守